# عصر فخار جلمن

فخار مطرز مشطي من موقع آمسادونغ التاريخي من ما قبل التاريخ.

عصر فخار جلمن (즐문토기 시대 | 櫛文土器時代) أو عصر الفخار المطرز المشطي (빗살무늬토기 시대) في علم الآثار لتحقيب تاريخ شبه جزيرة كوريا حيث بدأت الحقبة قي حوالي 8,000 قبل الميلاد وانتهت في 1500 قبل الميلاد. يعتبر الفخار المطرز المشطي هو الممثل لفخار العصر الحجري الحديث، تم تسميته بهذا الاسم بعد العثور على قطع فخارية مشطية محددة الشكل من العصر المبكر والأوسط.

## ملخص
يتميز عصر فخار جلمن بأنه أصل زراعة النباتات والمجتمعات المستقرة في شبه الجزيرة الكورية. البعض يسمي هذا العصر باسم عصر شبه جزيرة كوريا الحجري الحديث، كان جلمن فترة صيد وجمع للثمار وزراعة النباتات على نطاق ضيق.
كان يتم الرسم على الفخاريات على نمط معين باستخدام أمشاط مصنوعة من العظام كما أنه من الممكن أن يتم خلط العديد من الأنماط لرسمها على الفخار. كما صنعت الفخاريات في هذه الفترة من مسحوق الخشب والعظام أو العديد من المواد الأخرى حيث يتم رسم النقوش عليها وهي تشبه الأوعية بخطوط قصيرة. تتميز هذه الفخاريات بخطوط قصيرة في اتجاه واحد أو اتجاه متبادل لتشكل ما يشبه عظام السمك.

## التاريخ
ينقسم تاريخ عصر فخار جلمن إلى: أولي، ومبكر، وأوسط، وأخير.

### أولي
العصر الأولي يعود إلى الفترة الواقعة بين 8000 قبل الميلاد و6000 قبل الميلاد. أصل عصر جلمن غير معروف، ولكن نمط الطين المكشوط فخار ينغمن (융기문토기 | 隆起文土器) يظهر في المناطق الجنوبية، مثل: غوسانري في مقاطعة جزيرة جيجو، ووبونغري على ساحل البحر في ألسان. بعض علماء الآثار يصفون هذه الفترة باسم «عصر جلمن الأولي» ويقترحون أن تاريخ فخار غوسانري يعود إلى 10,000 قبل الحاضر (8,050 قبل الميلاد). تم تحديد تاريخ بعض عينات الفخار بوساطة الكربون المشع، ومع أن نتيجة واحدة كانت متوافقة مع الجدل حول ظهور الفخار في تاريخ مبكر جداً (10,180 قبل الحاضر ± 65 سنة (8230 قبل الميلاد ± 65)) إلا أن بقية العينات كانت من فترة لاحقة. إذا كان التاريخ الأقدم صحيحاً، فإن فخار ينغمن من غوسانري سيكون جنباً إلى جنب مع وسط وجنوب الصين، والأرخبيل الياباني، والشرق الأقصى من روسيا من بين مجموعة من أقدم فخاريات معروفة في عالم ما قبل التاريخ. اقترح كوزمين بأن تاريخاً مطلقاً ضروري لكسب منظور أفضل حول هذه الفكرة.

### مبكر
عصر جلمن المبكر (من 6000 قبل الميلاد إلى 3500 قبل الميلاد) يتميز بصيد السمك في أعماق البحار، وصيد الحيوانات، والمستوطنات الصغيرة شبه الدائمة ذات المنازل في الحفر. من أمثلة المستوطنات في عصر جلمن المبكر هي: سوبوهانغ، آمسادونغ، وأوسانري. أدلة الكربون المشع من مواقع شيلمدين الساحلية مثل: ألسان سيجكري، دونغسامدونغ، جزيرة غادو تشير إلى أنه تم استغلال الأسماك الصدفية، ولكن العديد من علماء الآثار يؤكدون أن الشيلمدين (أو مواقع شيلموند) لم تظهر إلا في آخر عصر جلمن المبكر.

### أوسط
قدر تشوي وبايل أن 14 موقعاً على الأقل من عصر جلمن الأوسط (3500 قبل الميلاد ~ 2000 قبل الميلاد) تمتلك أدلة عن الزراعة في صورة بقايا نباتات متفحمة وأدوات زراعة حجرية. على سبيل المثال، فإن استعمال كراوفورد وإي لتقنيات مطيافية الكتلة للتأريخ، أرخ بصورة مباشرة ذيل الثعلب الإيطالي (Setaria italica ssp. italica) حيث وجدت البذور في دونغسامدونغ شيلمدين من مواقع العصر الأوسط. ومثال آخر على الزراعة في جلمن الأوسط وجد في جتآمري (تشتامني) في كوريا الشمالية. منزل الحفرة في جتآمري امتلك العديد من مئات الغرامات من الكولتيجين المتفحم والذي أعلن عنه علماء الآثار أنه الدخن. ومع ذلك، فليس جميع علماء الآثار يقبلون الحبوب والذيل المستأنس؛ لأنه تم جمعها خارج سياقها بطريقة غير منتظمة، فقط صور الأبيض والأسود للاكتشافات وجدت، كما أن الوصف الأصلي باللغة الكورية فقط.
الزراعة كانت على الأرجح من كماليات نظام الإقامة والذي يعتمد بصورة أساسية على الصيد في أعماق البحار، وجمع الأسماك الصدفية، والصيد. «جلمن التقليدي» أو فخار بتسامنوي (빗살무늬토기) والتي تمتد فيها الزخرفة المشطية، والحبل الملتف وغيرها من الزينة عبر السطح الخارجي للوعاء بأكمله، حيث ظهر في نهاية عصر جلمن المبكر وتم إيجاده في غرب ووسط وعلى سواحل كوريا في عصر جلمن الأوسط.

### أخير
وجود نمط عصر فخار جلمن الأخير (2000 قبل الميلاد ~ 1500 قبل الميلاد) يرتبط مع التركيز على استغلال الأسماك الصدفية، كما سجلت أنماط المستوطنات ظهور مستوطنات داخلية مثل سانغتشونري (شاهد: دايبيونغ) وإمبلري. اقترح إي أن الإجهاد البيئي لمجموعات الأسماك الصدفية أدى لتحرك الناس على شكل مجموات مدفوعة نحو الداخل ليصبح اعتمادهم على النباتات المزروعة في وجباتهم الغذائية. نظام الإقامة للمستوطنات الداخلية ربما لا يختلف عنه في بداية عصر فخار ممن الأولي (1500 قبل الميلاد ~ 1250 قبل الميلاد), عندما كانت تمارس الزراعة المتنقلة («القطع والحرق») بالإضافة للقيام بمجموعة متنوعة من استراتيجيات الإقامة الأخرى. عاصر عصر جلمن الأخير تقريباً حضارة شياجياديان السفلى في لياونينغ، الصين. اقترح علماء الآثار أن بانغداي وتشونجونري (لوحات منحوتة على الصخر في ألسان) تعود إلى هذه الفترة الفرعية، ولكن هذا الأمر موضع جدل بينهم.
اقترح كم جانغسك أن الصياد-الجامع-المزارع من عصر جلمن الأخير تم تشريدهم من «مواقع مواردهم» من قبل مجموعة جديدة يمتلكون تقنية زراعة القطع والحرق، والذين هاجروا من الجنوب مع الفخار غير المزخرف (무문토기 | 無文土器) أو فخار ممن. فسر كم أن نمط استخدام الأراضي الذي مارسه مستخدموا فخار ممن (تقسيم الأراضي إلى مجموعات من حقول القطع والحرق) أدى في نهاية المطاف إلى انتهاك وقطع أجزاء أراضي الصيد المستخدمة من قبل مستخدمي فخار جلمن.

## معرض صور

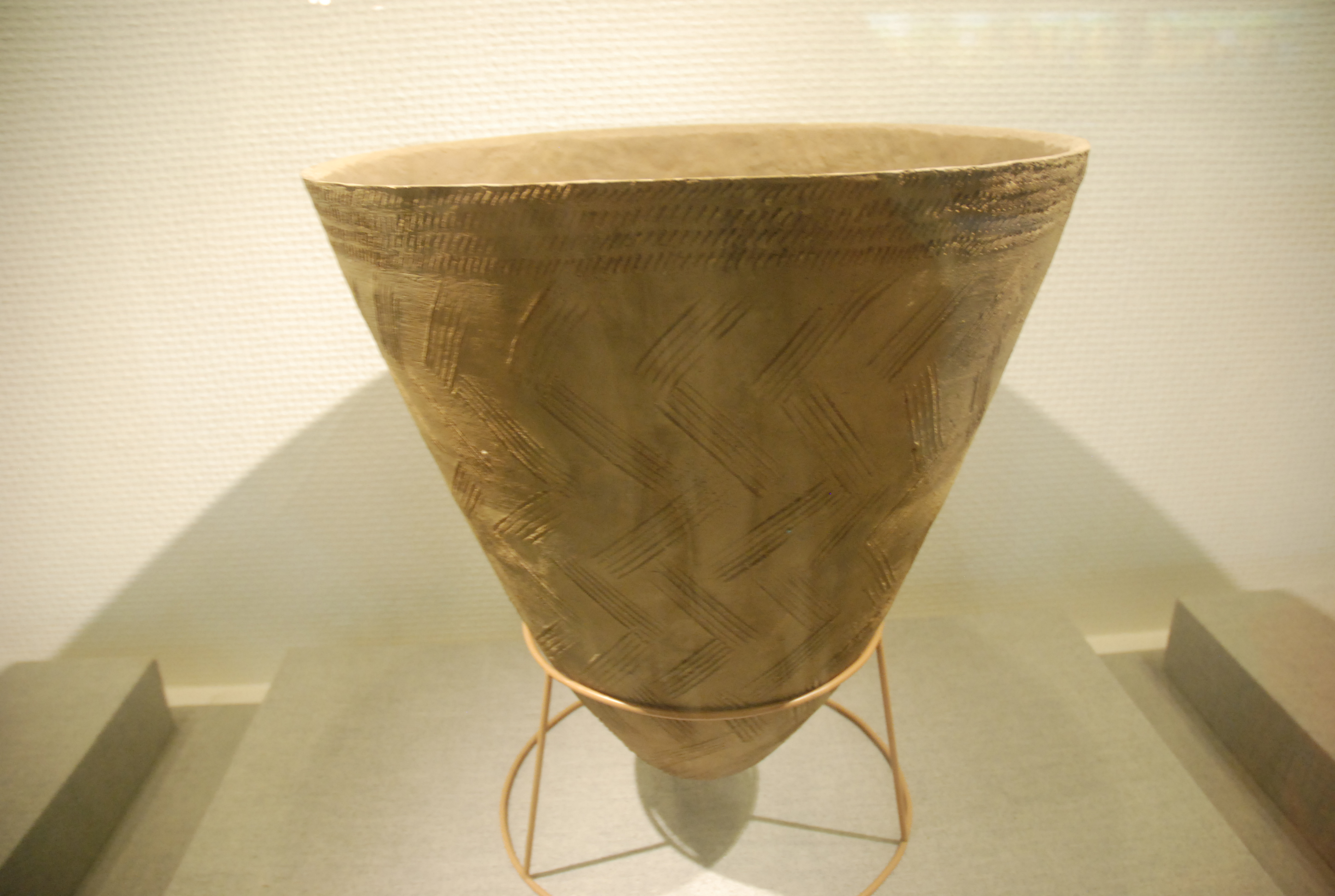
فخار مشطي مطرز 2
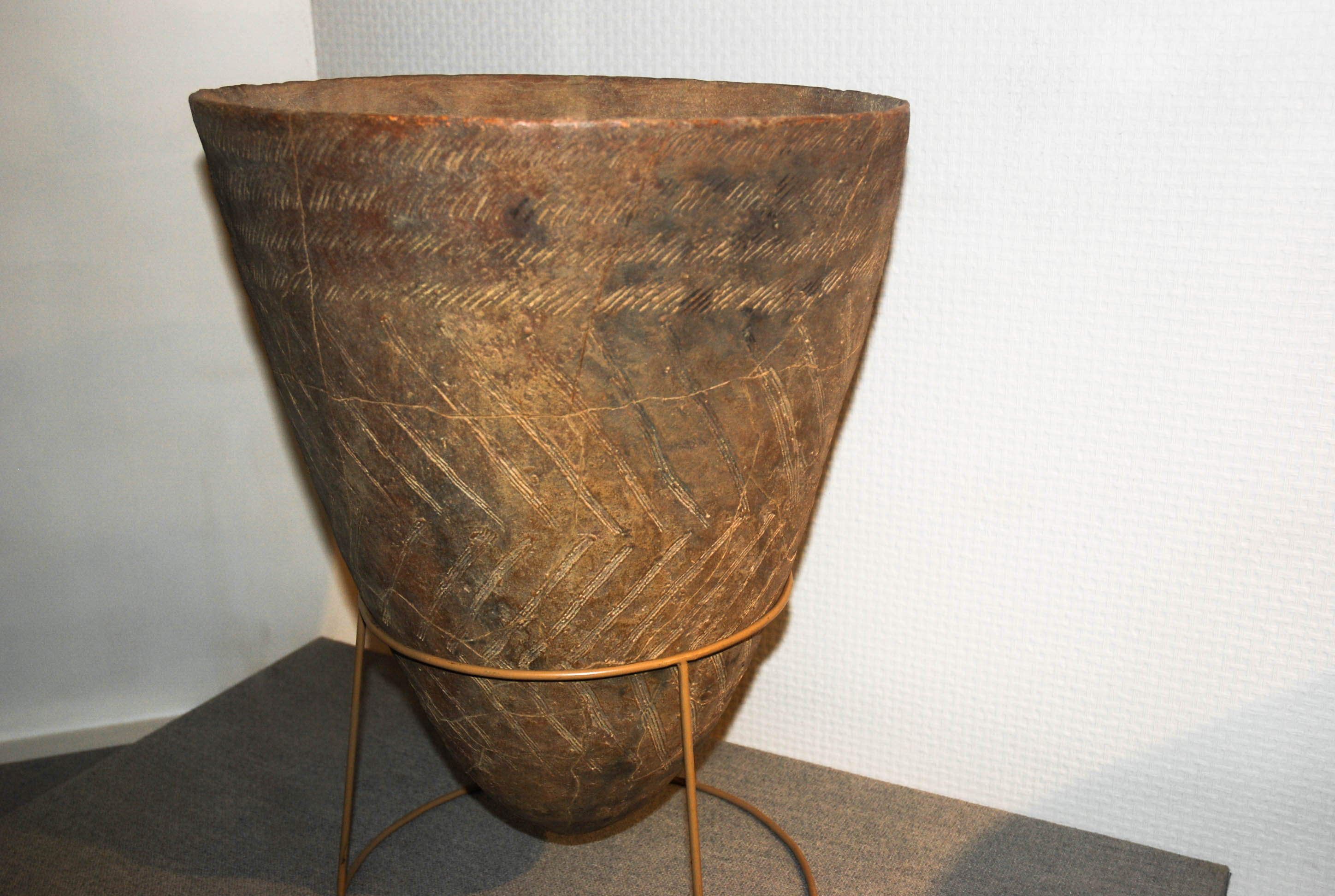
فخار مشطي مطرز 3
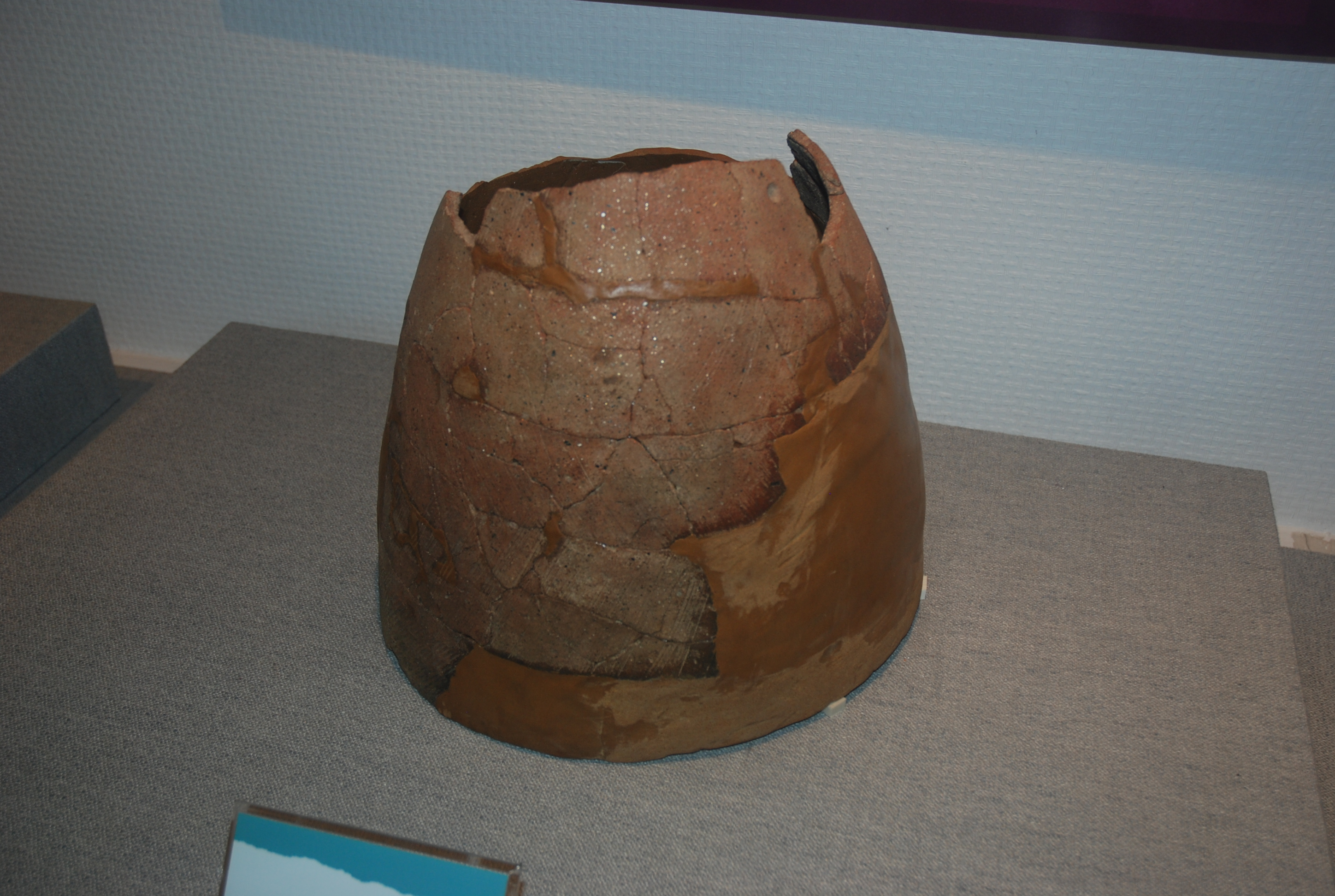
فخار مشطي مطرز 4
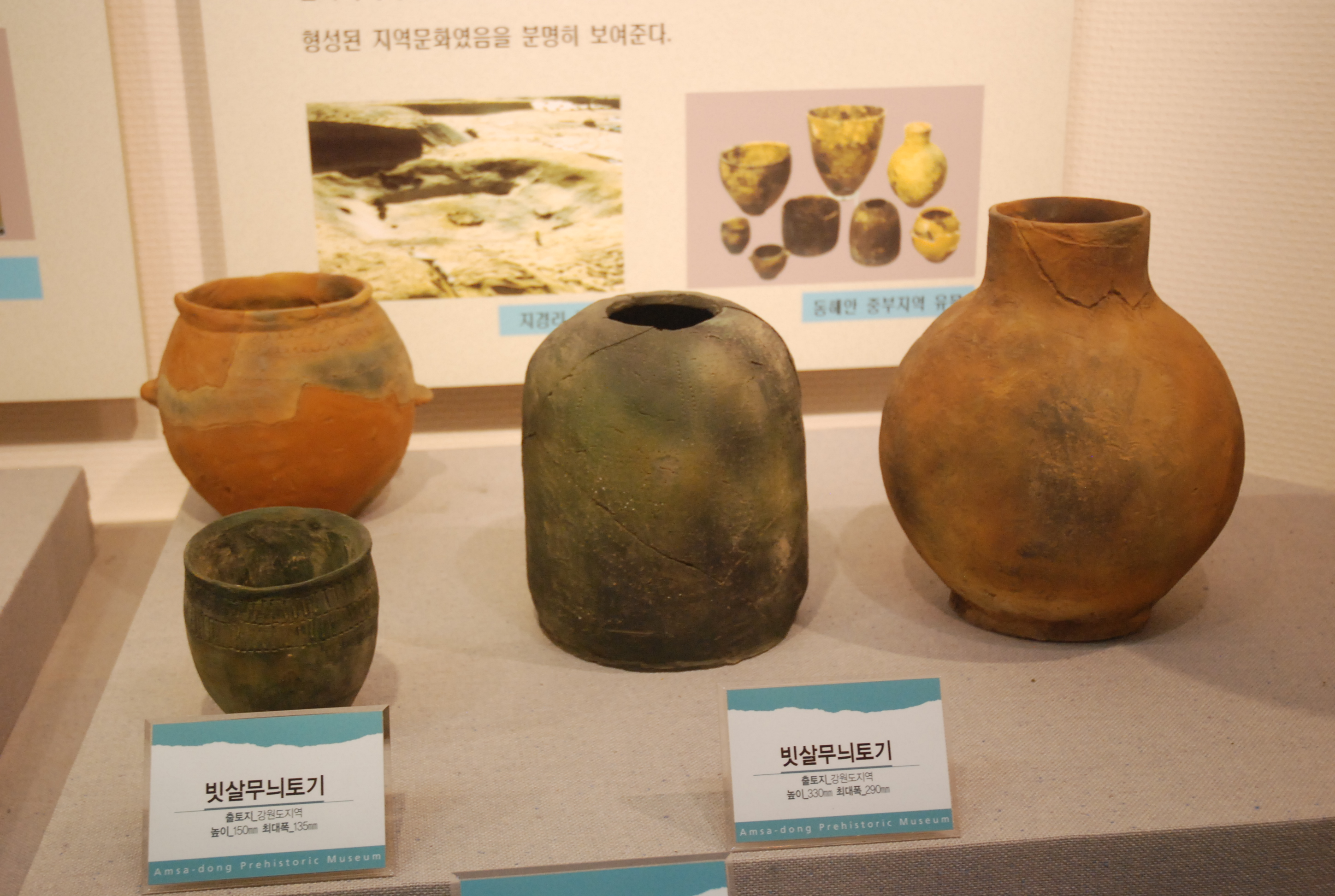
أشكال مختلفة من الفخار المطرز المشطي
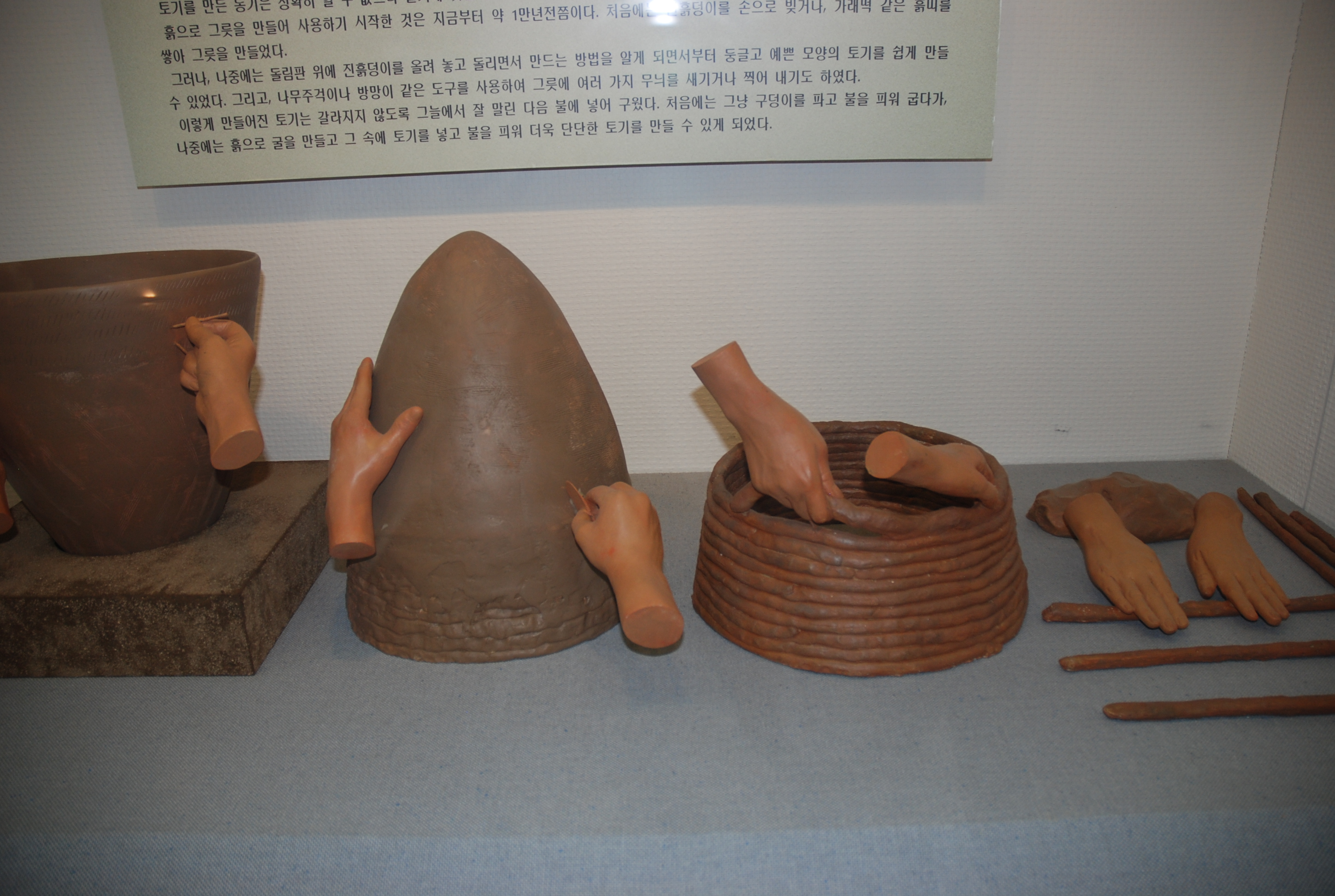
صنع الفخار المشطي المطرز

## وصلات خارجية
- مساكن آمسادونغ من قبل التاريخ.

## قراءة خارجية
- نيلسون، سارة م. 1993 علم الآثار في كوريا. مطبعة جامعة كامبريدج، كامبريدج.